# Ópera (metropolitana di Madrid)
Ópera è una stazione delle linee 2, 5 e del Ramal della metropolitana di Madrid.
Si trova sotto alla Plaza de Isabel II, nel distretto Centro.
È la stazione di riferimento per i turisti diretti alla Plaza de Oriente, al Palacio Real e al Teatro Real.
Dietro a una parete dei binari della linea 2 si trova la Fuente de los Caños del Peral, reperto archeologico che fu scoperto durante dei lavori nel 1991.

## Storia
La stazione fu inaugurata, per le linee 2 e R il 27 dicembre 1925 con il nome di "Isabel II". I binari di queste due linee furono costruiti alla stessa profondità anche se quelli del Ramal avevano una lunghezza minore rispetto ai 60 m di quelli della linea 2. In seguito furono ampliati e portati a 60 m. Nel 1931 la stazione assunse l'attuale denominazione di Ópera.
Il 5 giugno 1968 furono aperti al pubblico i binari della linea 5, situati a maggiore profondità e con pensiline lunghe 90 m.
Tra il 2003 e il 2004 la stazione fu parzialmente ristrutturata ma i lavori più importanti terminarono l'11 marzo 2011. Fu costruito un nuovo vestibolo di 821 m² (quello precedente ne misurava 114) e furono installati nuovi ascensori che rendono la stazione completamente accessibile. Dopo questa riforma l'entrata della stazione fu spostata da una zona laterale al centro della piazza. Inoltre, si integrarono nella stazione i resti archeologici scoperti durante i lavori.

## Accessi
Vestibolo Plaza de Isabel II
- Arenal: Plaza de Isabel II 1 (angolo con Calle del Arenal)
- Campomanes: Plaza de Isabel II 5
- Ascensor: Plaza de Isabel II 8